# 3628 Boznemcova
Boznemcova (asteroide 3628) é um asteroide da cintura principal, a 1,7822957 UA. Possui uma excentricidade de 0,2984319 e um período orbital de 1 478,96 dias (4,05 anos).
Boznemcova tem uma velocidade orbital média de 18,68692267 km/s e uma inclinação de 6,88413º.
Este asteroide foi descoberto em 25 de Novembro de 1979 por Zdeňka Vávrová.